# Hickory 250 1967
Hickory 250 1967 var ett stockcarlopp ingående i Nascar Grand National Series (nuvarande Nascar Cup Series) som kördes 9 april 1967 på den 0,4 mile (644 meter) långa ovalbanan Hickory Motor Speedway i Hickory i North Carolina. Totalt avverkades 100 miles (160,934 km) fördelat på 250 varv. Banunderlaget var dirt. Loppet vanns av Richard Petty i en Plymouth på tiden 1:26.05 körandes för Petty Enterprises. Pettys snitthastighet var 69,699 mph. Han var vid målgång ensam förare på ledarvarvet, två varv före tvåan Dick Hutcherson Det var Pettys 52:a vinst av totalt 200 i karriären. Prispotten uppgick till 4 840 dollar, varav 1 000 dollar gick till segraren.

## Resultat
| Plc     | Nr | Förare          | Team/ bilägare           | Konstruktör | Start | Varv | Ledda varv |
| ------- | -- | --------------- | ------------------------ | ----------- | ----- | ---- | ---------- |
| 1       | 43 | Richard Petty   | Petty Enterprises        | Plymouth    | 1     | 250  | 83         |
| 2       | 29 | Dick Hutcherson | Bondy Long               | Ford        | 2     | 248  | 41         |
| 3       | 48 | James Hylton    | Bud Hartje               | Dodge       | 9     | 247  | 17         |
| 4       | 14 | Jim Paschal     | Tom Friedkin             | Plymouth    | 7     | 246  | 0          |
| 5       | 2  | Bobby Allison   | J.D. Bracken             | Chevrolet   | 4     | 245  | 105        |
| 6       | 45 | Bill Seifert    | Seifert Racing           | Ford        | 14    | 235  | 0          |
| 7       | 4  | John Sears      | DeWitt Racing            | Ford        | 3     | 234  | 1          |
| 8       | 78 | Joel Davis      | Earl Ivey                | Chevrolet   | 21    | 226  | 0          |
| 9       | 67 | Buddy Arrington | Arrington racing         | Dodge       | 16    | 223  | 0          |
| 10      | 18 | J.T. Putney     | J.T. Putney              | Chevrolet   | 5     | 221  | 0          |
| 11      | 34 | Wendell Scott   | Scott Racing             | Ford        | 13    | 217  | 0          |
| 12      | 09 | Roy Mayne       | Garland Miller           | Chevrolet   | 11    | 217  | 3          |
| 13      | 64 | Elmo Langley    | Langley-Woodfield Racing | Ford        | 8     | 215  | 0          |
| 14      | 35 | Harold Stockton | Ken Carpenter            | Oldsmobile  | 17    | 202  | 0          |
| 15      | 57 | George Poulos   | George Poulos            | Plymouth    | 20    | 196  | 0          |
| 16      | 32 | Larry Miller    | Larry Miller             | Dodge       | 19    | 191  | 0          |
| 17      | 88 | Neil Castles    | Buck Baker Racing        | Oldsmobile  | 15    | 177  | 0          |
| 18      | 75 | Earl Brooks     | Gene Black               | Ford        | 12    | 104  | 0          |
| 19      | 10 | Dick Johnson    | Champion Racing          | Ford        | 6     | 84   | 0          |
| 20      | 20 | Clyde Lynn      | Negre Racing             | Ford        | 10    | 50   | 0          |
| 21      | 76 | Curley Mills    | Don Culpepper            | Ford        | 18    | 28   | 0          |
| 22      | 38 | Wayne Smith     | Archie Smith             | Chevrolet   | 23    | 25   | 0          |
| 23      | 9  | Roy Tyner       | Truett Rodgers           | Chevrolet   | 22    | 20   | 0          |
| Källor: |    |                 |                          |             |       |      |            |